# Achyranthes benthamii
Achyranthes benthamii är en amarantväxtart som beskrevs av Lopr. Achyranthes benthamii ingår i släktet Achyranthes och familjen amarantväxter. Inga underarter finns listade i Catalogue of Life.